# Алун (Бунила)
Алун (рум. Alun) насеље је у Румунији у округу Хунедоара у општини Бунила. Oпштина се налази на надморској висини од 843 m.

## Историја
Према државном шематизму православног клира Угарске, 1846. године у месту "Алун" служио је парох поп Антоније Поповић. У парохији је било 86 православних породица, а њој је припадало још 78 фамилија из Буниле.

## Становништво
Према подацима из 2002. године у насељу је живело 14 становника, од којих су сви румунске националности.